# Tallaperla cornelia
Tallaperla cornelia is een steenvlieg uit de familie Peltoperlidae. De wetenschappelijke naam van de soort is voor het eerst geldig gepubliceerd in 1916 door Needham & Smith.